# Hoplia platyca
Hoplia platyca är en skalbaggsart som beskrevs av Zeng 1986. Hoplia platyca ingår i släktet Hoplia och familjen Melolonthidae. Inga underarter finns listade i Catalogue of Life.